# Акулис
Акулис (Агулис, Акулисы, Айлис) — историческое поселение, располагавшееся некогда на территории современной Нахичеванской Автономной Республики Азербайджана, на территории современных сёл Ашагы-Айлис и Юхары-Айлис Ордубадского района.
В разные периоды имело смешанное армянское и мусульманское (тюркское, азербайджанское) население, численность которого также существенно менялась во времени. Агулис играл важную роль в истории армянского народа благодаря своему культурному, религиозному и экономическому значению и был крупным торгово-экономическим центром Закавказья в XVII—XIX веках. Данный населенный пункт являлся центром расселения этнографической группы армян - зоков ("армянских евреев"). В поселении действовало более десятка армянских церквей вплоть до 1919 года, когда армянское население было, по большей части, вырезано во время армяно-азербайджанских межнациональных столкновений в Закавказье, вызванных распадом Российской империи.
В постсоветские десятилетия, согласно некоторым источникам, на новой волне армяно-азербайджанской вражды, почти все армянские историко-архитектурные памятники Агулиса были разрушены. В то же время, в 2001 году ряд памятников на территории сёл Ашагы-Айлис и Юхары-Айлис распоряжением Кабинета министров Азербайджанской Республики № 132 были включены в список охраняемых государством объектов. Среди них церковь и мечеть XVII века, мечеть Варакит XVIII века и мечеть Хош-Кечин в селе Юхары-Айлис, а также мечеть XVIII века и монастырь святого Фомы XVII века в селе Ашагы-Айлис были объявлены «архитектурными памятниками местного значения», а средневековые кладбища в селе Юхары-Айлис и к югу от него — «археологическими памятниками местного значения».

## История

### Античность
В античные времена территория Агулиса входила в состав гавара Гохтн в разные периоды относившегося к области Сюник Великой Армении или к области Васпуракан. Корюн в V веке в рассказах о путешествиях Месропа Маштоца упоминал о посещении им столицы гавара Гохтн, подразумевая под этим, вероятнее всего, Агулис.

### Средние века и Новое время
Под названием Агулис город упоминается с XI века. В 1010 году католикос Саркис называет город «Аргулик», такое же название применяет в XIII веке Степанос Орбелян.
В XIII и XIV веках торговля между Малой Азией и Италией осуществлялась в основном армянами, также многие армянские семьи в Агулисе и Сюнике были вовлечены в итальянскую торговлю.
Острая нехватка земли и дефицит воды, с одной стороны, а также расположение в непосредственной близости от ключевых транзитных маршрутов, с другой, привели к формированию значительного купеческого сословия среди местного населения. Древние торговые пути («шелковый путь»), соединявшие Восток и Запад, проходили вдоль реки Аракс, неподалеку от которой и был расположен Агулис, а также крупнейший торговый центр - средневековый город Джуга. Термин «джугинцы» в тот период также применялся к купцам из близлежащих населённых пунктов Нахичеванского района, включая города Азад-Геран, Вананд, Бист, Дашт, Акулис и Парака. Акулис считался вторым по значимости торговым центром после Джуги, породившим множество крупных предпринимателей, ведших дела как с восточными, так и с западноевропейскими партнёрами. При этом упоминая экономическое влияние Джуги, следует учитывать, что оно формировалось совокупными усилиями не только этого города, но и соседних поселений. С XVI века Агулис был одним из ключевых торгово-экономических центров Восточной Армении. Это был город с активными торговыми связями с Россией, Персией, Западной Европой и Индией. Его имущим слоем выступали армянские купцы (ходжа). 
В XVI веке, с приходом к власти династии Сефевидов в Персии, Агулис оказался в составе Персидской империи Сефевидов. Уже в XVI веке Акулис или Айлис как город существовал в Нахичеванской области. При этом становление Айлиса как города отмечается лишь в источниках XVI—XVII вв. По мнению советского историка Микаила Гейдарова, Айлис, как и соседние Джульфа и Ордубад, являлся небольшим городом. Согласно фирманам шаха Тахмаспа I от 1544 и 1555 гг и шаха Мухаммада Худабенде от 1585/86 года, в Айлисе имелась должность даруги, которые исполняли обязанность главных надзирателей и сборщиков налогов в городах и касабах.
Армянские торговцы Агулиса активно взаимодействовали с основными центрами производства и торговли сырого шелка – такими как Гилян и Мазендеран, а также со столицей Иранского Азербайджана, Тебризом. Они принимали активное участие в транзитной и внешней торговле Персии. 
В XVII веке уроженец Акулиса купец Закарий Акулисский оставил после себя дневник, который считается ценным памятником исторической литературы и важным источником по историографии региона. Его записи отличаются многообразием тем: автор подробно описывает торговые пути и станции глазами купца, приводит сведения об экономической жизни — ценах на продукты, аренде деревень, стоимости земли. Дневник содержит этнографические материалы о наследственном праве, брачных обычаях, гостеприимстве, борьбе со стихийными бедствиями и народных верованиях. Кроме того, как очевидец, автор оставил заметки об экономической и политической жизни Ирана, Османской империи, Грузии, Венеции и Голландии. В своем дневнике Закария называл Агулис названием «Дашт». 
После разрушения Джуги персидскими властями и насильственного переселения большинства местных армян вглубь Персии Агулис стал крупным городом, население которого к концу XVII века достигло 10 тыс. человек. Рост населения был связан с тем, что депортация Агулис не затронула. После переселения определённую часть функций Джуги в посреднической международной торговле взял на себя Айлис. О возросшем значении Айлиса в конце XVII века свидетельствует строительство в нем караван-сарая с рынком. В то время Айлис официально считался городом, так как тут имелся городской старшина-калантар.
Торговля в Агулисе требовала образования и во времена персидского владычества велась в рамках армянской торговой школы, центром которой была Новая Джуга в Персии. Купечество Агулиса имело тесные связи с армянскими купцами этого поселения. Можно сказать, что Агулис был ближайшим сателлитом Джуги и Новой Джуги в торговых отношениях и входил в их торговую империю, строившуюся на сетях доверия, на особом положении. В Новой Джуге агулисцами был основан отдельный квартал Даштецоц, выходцами из которого была известная династия российских аристократов Лазаревых. 
Колонии агулисцев простирались от Венеции и Ливорно до Тифлиса и Астрахани. Торговые пути агулисцев проходили по маршрутам Агулис-Тебриз-Исфахан, Агулис-Тебриз-Марага, Агулис-Ереван-Карин-Тохат, Агулис-Смирна-Стамбул, по другим городам и поселениям. Агулисские торговцы принимали участие в торговле Османской Турции с Сефевидским Ираном, а также в торговле Османской империи с Европой. Они владели довольно большими земельными наделами.
Среди армян и местных мусульман агулисцы ассоциировались с богатыми и удачливыми купцами, а город был известен под неформальным названием «Золотое ущелье». 
К XII—XVII векам относятся свидетельства об организации образовательного дела, искусстве переписывания рукописей и культурной жизни Агулиса. В этот период значительные работы велись в школах и скрипториях при монастыре Святого Фомы Апостола и церкви Святого Христофора. Здесь были переписаны рукописи, выделяющиеся миниатюрами и искусством переплета. Монастырь Святого Фомы апостола, который занимал центральное место в культурной жизни Агулиса благодаря своему историческому прошлому, был также хранилищем рукописей. Здесь при школе монастыря св. апостола Фомы свое образование получил основатель знаменитого рода художников Овнатанян, видный армянский художник и ашуг Нагаш Овнатан.
Французский купец и путешественник XVII века Тавернье считал Айлис «большой деревней». В своей оценке он исходил из типа большинства строений, которые мало чем отличались от деревенских, а также из-за большого количества садов, которые эти строения окружали. 
Население Агулиса в разные времена было смешанным и характеризовалось теми или иными долями армянских и мусульманских (тюркских) групп.
В XVIII веке часть армянского населения Агулиса исповедовала католичество, что отражало факт активного действия католической миссии вдоль торговых путей, соединявших Европу и Персию.
Историк М. Гулиев в результате своих исследований пришёл к выводу, что Айлис, наряду с Нахичеваном и Ордубадом, сохранял свое существование как город и в период образования Нахичеванского ханства, то есть после 1747 года.
Согласно данным этого и других авторов, на фоне заката Персидской империи Сефевидов, в 1752 году город Акулис был разорён и разграблен пуштунским (афганским) правителем Азад-ханом. В результате этого большое количество армян погибло от голода, а многие из них вынуждены были покинуть город. Из сведений, предоставленных Шопеном, Сысоевым и другими авторами, видно, что в 40-50-х годах XVIII века в Айлисе проживало 2000 семей. Историк Сахиба Будагова также писала, что Айлис сохранял свое существование как город до середины XVIII века, и что в 1751—1752 годах Азад-хан во время похода в Картли-Кахетинское царство, окружил и разрушил город Айлис. Факт разрушения Айлиса Азадом-ханом в 1752 году отражен и в камеральном списке Ордубадского уезда 1831 года, хранящемся в Государственном историческом архиве Азербайджанской Республики. Из документа также следует, что сопротивление айлисцев Азад-хану привело к тому, что хан, захватив город, перебил большую часть населения.
В XVIII веке население города постоянно подвергалось притеснениям со стороны местных полунезависимых ханских властей, несмотря на то, что поселение имело особый статус «хас», делавший его подчинённым непосредственно персидскому шаху, что частично защищало от произвола локальных владык и снижало налоги. Однако эти механизмы работали все хуже в условиях ослабления центральной власти в государстве Сефевидов.

### В составе Российской империи
Положение Агулиса значительно улучшилось в 1828 году после присоединения территории Нахичеванского ханства к Российской империи. В XIX и начале XX веков поселение переживало период относительного благополучия и стабильности.

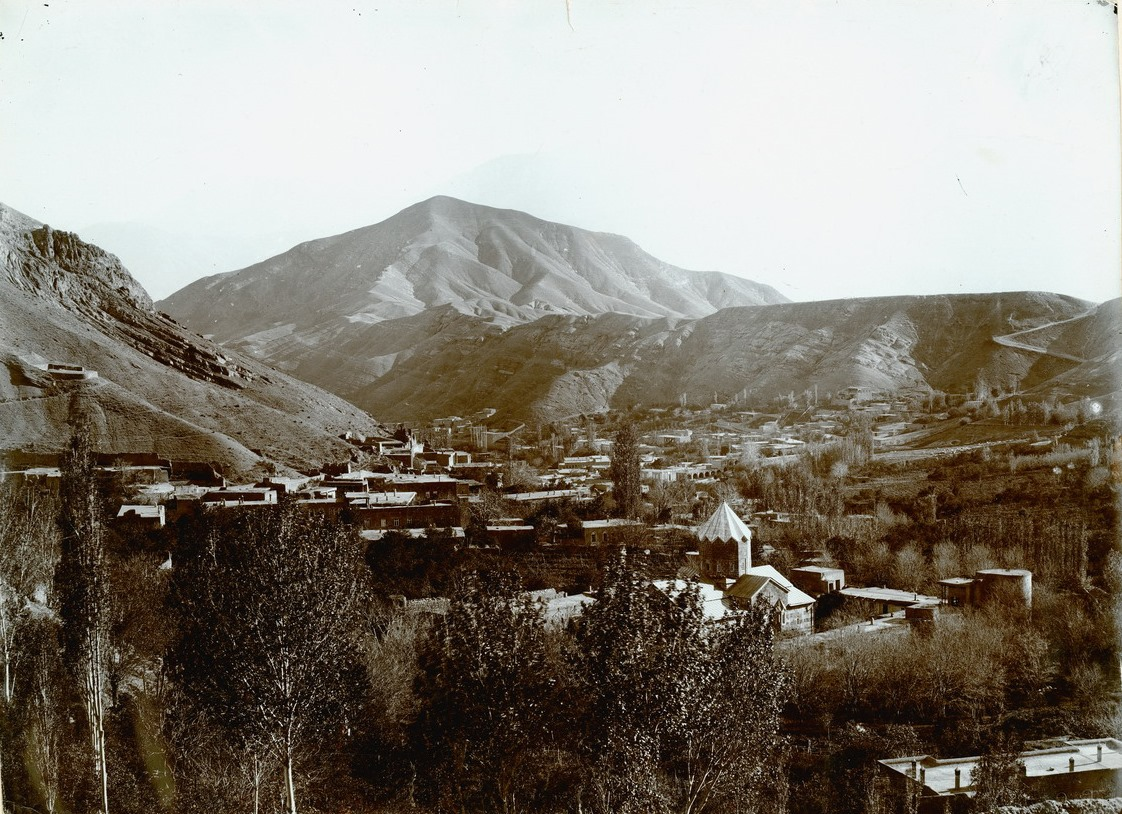
Монастырь св. Фомы, Верхний Акулис, 1900-е годы

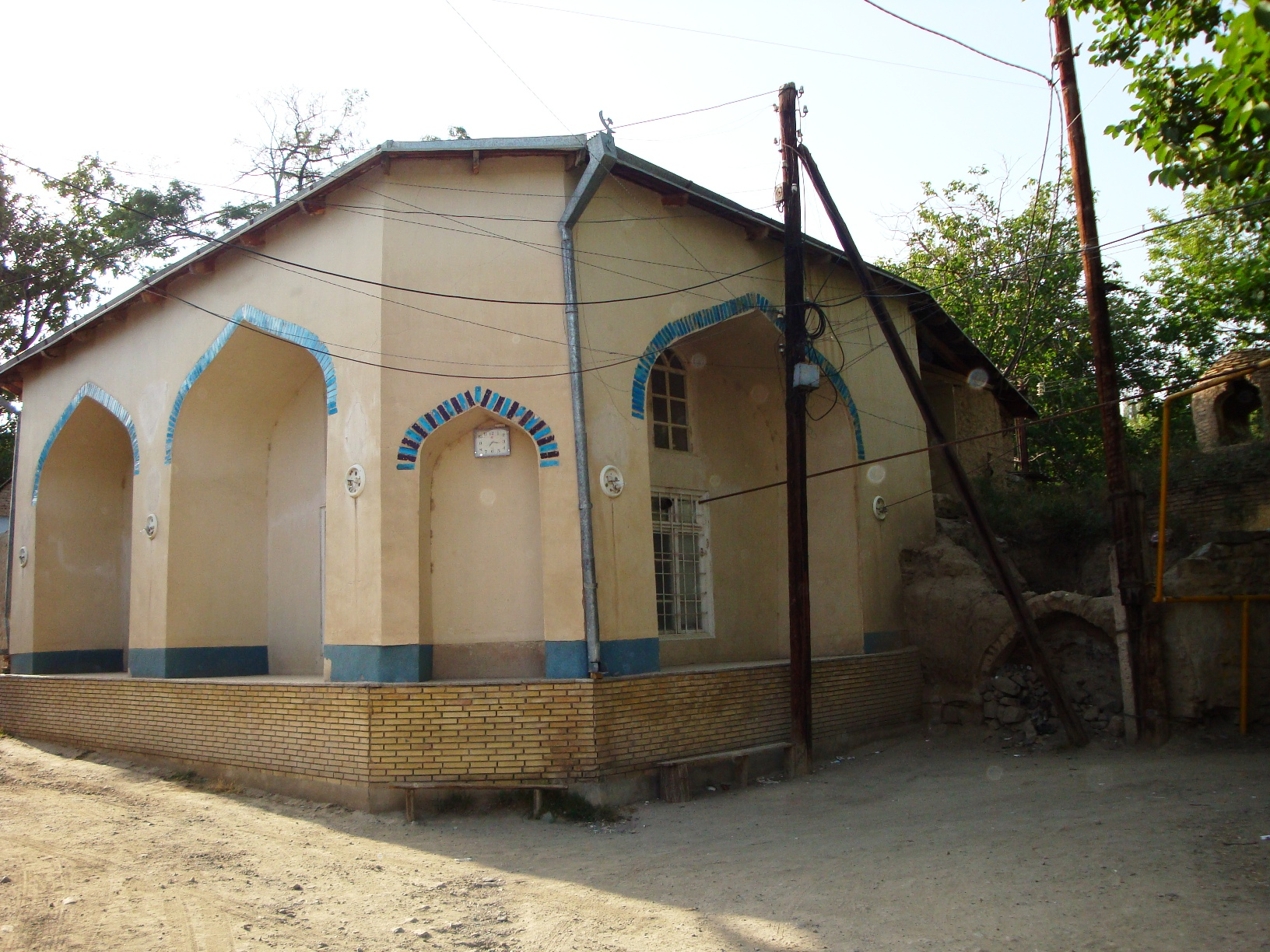
Старая мечеть в селе Ашагы-Айлис

В XIX веке в Агулисе преподавал в гимназии известный армянский писатель Раффи. Выходцем из Агулиса был и один из трёх основателей партии Дашнакцутюн Христофор Микаелян, а другой основатель — Степан Зорян — был уроженцем соседнего села Цхна. Раффи и Микаелян, как и некоторые другие видные армянские интеллигенты, получали помощь от уроженца Агулиса купца и благотворителя Мелкона Панянца, жившего в Москве, имевшего звание «Почетный гражданин города» и являвшегося ктитором церкви Сурб Хач (с 1868 года) в Армянском переулке, расположенной неподалеку от Армянского Лазаревского училища. В Агулисе в 1888 году родился Яков Давтян, ставший первым главой советской внешней разведки и сыгравший важную роль в ее становлении. В 1914 году Агулис посетил известный художник Мартирос Сарьян, который выразил восхищение архитектурой селения и окружающими природными красотами.
К концу XIX века в Акулисе насчитывалось 11 церквей: монастырь Св. Фомы, Св. Кристофора, Св. Ованеса, Св. Акопа Айрапетац, Св. Степаноса и др. Выходцами из города также был построен храм Агулецоц в Шуше.
По данным «Сборника сведений о Кавказе» за 1880 год в Нахичеванском уезде существовали сёла Акулис Верхний Армянский, Акулис Верхний Татарский и Акулис Нижний, в которых по сведениям 1873 года было 170, 54 и 99 дворов соответственно и проживало 1203 армян, 398 азербайджанцев (указаны как «татары»), которые были шиитами, и 780 армян соответственно. Кроме этого в селе Акулис Верхний Армянский было 8 церквей, монастырь святого Фомы, торговая баня, базар, мост через реку Акулис-чай, мужское и женское училища, в селе Акулис Верхний Татарский — мечеть, а в селе Акулис Нижний — монастырь святого Сергия и шелкомотальная фабрика.
По переписи населения 1897 года в Нижнем Акулисе жило 649 человек, все армяне. В Верхнем Акулисе, 1325 армян и 639 азербайджанцев.
Агулис был подвергнут частичному разрушению в декабре 1919 года во время межнациональных и межрелигиозных столкновений в Закавказье, вызванных распадом Российской империи. Армянское население Агулиса было почти полностью  уничтожено азербайджанцами и турецким вооруженным формированием. До этих событий местные армянское и мусульманское населения сосуществовали относительно мирно. Среди погромщиков были мусульманские беженцы из Зангезура, где проводились этнические чистки азербайджанцев со стороны армян. Около сотни беженцев-армян спаслось в Персии, их потомки в нынешнее время живут в Иране, России, США, Армении и других странах. Свидетелями резни армян была мать азербайджанского писателя Акрама Айлисли, опубликовавшего в 2012 году роман «Каменные сны» в российском журнале «Дружба народов». В романе затронута непростая история родного села писателя, Айлиса. По словам последнего рассказы матери о происходящих зверствах сильно повлияли на творчество писателя. 
В 2018 году три рукописи из монастыря Святого Фомы были доставлены в Ереван и помещены в Матенадаран. Рукописи проделали длинный путь прежде чем попасть туда. После событий 1919 года их увезли в Тебриз, оттуда они попали в Бейрут, а уже потом они оказались в Ереване.

### Советские годы и новейшее время
В советские времена территории Нахичеванского уезда, включая Агулис, вошли в состав Азербайджанской ССР. Местный армянский диалект сохранялся лишь в некоторых сёлах вокруг Агулиса, в которых продолжали жить армяне. Но и они вынуждены были покинуть свои дома в конце 1980-х годов во время первого Карабахского конфликта, вызванного ослаблением центральной власти в СССР. В то же время, вплоть до 1986 года в самом Айлисе проживала одна армянская семья, выходцем из которой была известный ереванский художник и этнограф Лусик Агулеци.
В советские времена Монастырь святого апостола Фомы (XIII—XIV вв) в селе Верхние Акулисы со всеми историко-архитектурными сооружениями был включен в список памятников всесоюзного значения. В постсоветские десятилетия, на новой волне армяно-азербайджанской вражды, сопровождавшейся взаимным уничтожением памятников, почти все армянские историко-архитектурные памятники Агулиса были разрушены. Аналогичная участь постигла огромное древнее армянское кладбище хачкаров, расположенное неподалеку — около современного азербайджанского города Джульфа (древнее армянское название — Джуга).
В настоящее время население Ашагы-Айлиса представлено азербайджанцами, основное занятие которых составляет сельское хозяйство.
Исследованию истории и культуры Агулиса посвящены труды армянского историка А. А. Айвазяна, которые публикуются преимущественно на армянском языке.

## Акулис как центр расселения армян-зоков
Среди армянских жителей Агулиса, их потомков, а также других армян бытовало мнение, что они являются «армянскими евреями», хотя смысл этого наименования остаётся неясным, поскольку они традиционно исповедовали  армяно-григорианское христианство. Жители Агулиса и окрестных селений («Зокстан») образовывали отдельную этнографическую группу армян, известных как зоки. Они говорили на своем диалекте, который плохо понимался многими армянами, жившими на других территориях. По этой причине, среди армян бытовало мнение, что это был специальный язык, выработанный купцами из Агулиса, который позволял им разговаривать друг с другом так, чтоб окружающие не понимали смысла беседы. Наличие устойчивых представлений как у самих зоков, так и у армянского населения в целом об их еврейском происхождении позволяет классифицировать эту группу как стигматизированную.
В конце XIX века в литературных источниках по истории Араксской области высказывалась гипотеза о неармянском происхождении зоков, предполагавшая, что они переняли у армян язык богослужения и религию (Девицкий, 1896, с. 167).  Исторические связи между древними еврейскими и армянскими народами, по некоторым данным, подтверждаются упоминанием Армении в Ветхом Завете под уникальным для источников Передней Азии названием «Тогарма» или «дом Тогармы» (Быт., 10:3; Иезек., 27:14, 38:6). Известно, что потомки еврейских пленников, уведённых из Иерусалима царём Навуходоносором II в VI в. до н.э., массово поселились в прилегающих к Армении Парфянском и Персидском царствах (Еврейская Энциклопедия, 1894, с. 144). Армянский историк V века Фавстос Бузанд упоминает, что царь Тигран II (95–55 гг. до н.э.) переселил значительное число иудейских пленников из Палестины в города Великой Армении (Бузанд, IV, 50). Позднее, в IV веке при шахе Шапуре II, персы, разрушив многие армянские города, угнали в плен 2 тыс. армянских и 16 тыс. еврейских семей в Нахчеван — регион, совпадающий с территорией проживания зоков до 1989–1990 гг. (Бузанд, IV, 50). Бузанд также сообщает о выселении из других городов: из Арташата — 40 тыс. армянских и 9 тыс. еврейских семей, из Ервандашата — 20 тыс. и 30 тыс., из Зарехвана — 5 тыс. и 8 тыс., из Заришата — 10 тыс. и 14 тыс., из Вана — 5 тыс. и 18 тыс. (Бузанд, IV, 24, 55). Я. А. Манандян в середине XX века отмечал, что такие числа у Бузанда, черпавшего данные из народных преданий, завышены и «иногда даже баснословны» (Манандян, 1954, с. 119). Однако он подчеркивал, что значительная доля городского населения Армении в ту эпоху действительно приходилась на евреев и сирийцев.
В ходе межэтнических столкновений XX века, спровоцированных сначала распадом Российской империи, а затем и СССР, зокское население Агулиса и близлежащих селений было либо истреблено, либо покинуло свои дома и окончательно растворилось в общеармянской нации и других народах, а зокский диалект практически исчез. Тем не менее, в интернете можно найти видеозаписи бесед на этом диалекте, которые были подготовлены британским лингвистом Кэтрин Ходжсон.